# Agemoči
Agemoči (揚げ餅) je populární japonský pokrm obvykle konzumovaný ke svačině. Vyráběn je ze smaženého moči (rýžová pasta). Suché moči se naláme na přibližně centimetrové kousky a následně frituje, přičemž se kousky nafouknou. Obvykle se jí lehce osolené, ale vyrábí se i kořeněné verze, jako například šičimi agemoči, obalované ve směsi koření šičimi. Agemoči se dá koupit po celém Japonsku a často si ho lidé vyrábí i sami doma.